# Биомониторинг
Биомониторинг је организован систем праћења биолошких промена у времену и простору који на најбољи начин одсликава комплекс природних и антропогених појава, утицаја и процеса. Биомониторинг је научнa техника за процену људске изложености природним и синтетичким једињењима у животној средини. Она се заснива на анализи људских ткива и течности и даје једини директни метод утврђивања да ли су људи били изложени посебним супстанцама, којем интензитету изложености, и како они могу бити мењи током времена. Биомониторинг је постао веома користан алат у последњих неколико година, као резултат напредка у могућностима да се измери све више и више минималне количине хемикалија у људском телу.
Биомониторинг је и трајно дугорочно или периодично праћење и процена биолошких и осталих еколошких промена (параметара) коришћењем одређене методологије. Неколико одличних примера за биомониторинг су, нпр. свим возачима познато одређивање нивоа алкохола у издахнутом ваздуху. Кроз истраживања која су била повезан са одређивањем ниво алкохола у издахнутом ваздуху ваозача и запослених, многе државе су прописал законе о разликама између прихватљивих и неприхватљивих биомаркера након конзумирање алкохола. Још једна добро проучен пример биомониторинга је одређивање концентрације олова у крви деце. Који, код пораста концентрације олова у крви, указује на опасност од негативних ефеката олова на здравље и даљи развој деце.

## Врсте еколошког мониторинга
Систем сукцесивних осматрања елемената животне средине у простору и времену назива се мониторинг. Циљ мониторинга је прикупљање података квантитативне и квалитативне природе о присуству и дистрибуцији загађивача, прећење емисија и имисија, извора загађења и њиховог распореда, транспорта полутаната и одређивање њихових концентрација на одређеним мерним тачкама.
Метеоролошки мониторинг - један од најорганизованијих и најсавршенијих мониторинг система који је успостављен још у претпрошлом веку. Метеоролошки мониторинг обухвата сукцесивно праћење, осматрање и бележење великог броја климатских параметара (влажност ваздуха, температуру, падавине, ваздушни притисак итд).
Физичко хемијски мониторинг – ове методе су незаобилазни сегмент овог система, с обзиром да пружају егзактне податке о присуству и дистрибуцији загађивача и праћењу емисија и имисија загађивача, који су доступни само у тачно одређеном тренутку времена.
Биолошки мониторинг - примена живих организама као биоиндикатора промена у животној средини у простору и времену. Термин биоиндикатори први употребио Клементс 1920. године да би означио организме који својим присуством на станишту јасно указују на еколошке услове станишта.
Биоиндикакацију је могуће изводити на свим нивоима организације живих система, почев од молекуларног, преко биохемијско-физиолошког, целуларног, индивидуалног, популационог, специјског, биоценолошког (екосистемског), биомског завршно са биосферним. Предност биолошке индикације у односу на физичко-хемијске методе праћења загађивања животне средине лежи у чињеници да живи организми могу да показују ефекат акумулације загађујућих материја у току дужег временског периода.
Биолошки мониторинг је из методолошких разлога подељен, у односу на то у којем од облика животне средине се прате промене, на:
- Биомониторинг ваздуха (биоиндикатори су лишајеви и маховине)
- Биомониторинг загађености водене средине (биоиндикатори промене стања су алге, фауна бентоса, бактерије, рибе итд).[6]
- Биомониторинг загађености земљишта (биоиндикатори су више биљке, односно вегетација)

## Материје које се мере биомониторингом
Биомониторинг се може користити за процену нивоа неких хемикалија, природних или синтетичких, које су присутне или које су биле присутне у окружењу.

### Биомониторинг хемикалија
| Врсте хемикалија                  | Особине |
| --------------------------------- | --- |
| Природне хемикалије               | - Често су предмет биомониторинга јер се налазе у земљиној кори, као што су елементи олова и арсена, као и велики дијапазон сложенијих једињења као саставни део хране коју једемо, воде коју пијемо и ваздуха који дишемо. - Ове хемикалије су сложене супстанце које су део многобројних биљака и животиња и биолошких активности, укључујући пестициде, канцерогене, као и хормонски активне хемикалије. |
| Синтетички произведене хемикалије | - Оне су често у центру јавног интереса, јер обухватају широк спектар једињења која су произведена за различите намене. - Овде спадају и супстанце које се производе као нуспроизводи синтезе и коришћења ових једињења. - У савременом свету, синтетичке хемикалије су део многих аспекта људског живота. - Оне су од кључне важности за спречавање и лечење болести, пољопривредној производњи и многим производима широке потрошње и примењују се за подршку стандарда у у коме уживамо. - Многе од ових хемикалија проналазе свој пут до земљишта, ваздуха, воде и хране и на тај начин коначно доспевају у течности и ткива становништва. |

Биомониторинг хемикалија у организму
Биомониторингом се најбољи откривају хемикалије које опстају у организму, односно, оне које се брзо не излучују. Примери таквих материја су метали, олово и арсен и бројни синтетичке органске хемикалија, као што су PCBs и DDT. Ове хемикалије се често могу наћи применом биомониторинг не само зато што и даље јављају у људском телу, већ и зато што оне опстају у окружењу дуго време након што су примењене. Изложеност овим супстанцама може бити континуирано током дугог временског периода. Због комбинација заштите животне средине и биолошке упорности, ове хемикалије се често налазе у људима у већем нивоу у односу на друге хемикалије, чак и оне који се могу производити или користити у много већим количинама.
Међутим „упорне“ хемикалије, било природне и синтетичке, и њихове концентрације у телу, мерене биомониторингом, су генерално гледано врло ниске и обично у опсегу, делова на милион (ppm), делова на милијарду (ppb) или делова на трилион (ppt). Ако се једна вредност (ppm) изражава као време, уместо као концентрација, то би било еквивалентно (ppm) од 1 секунде за 11,5 дана; 1 ppb еквивалентно 1 секунди за 31,7 година, а 1 (ppt) ће бити еквивалентан 1 секунди у готово 32.000 године.
Биомониторинг уноса хране са великом количином хемикалија
Једина ситуација у којој постоји висок ниво изложености ђтетном дејству хемикалија може настати након уношења хране која садржи значајне количине хемикалија у животној средини. То се може десити ако постоји биоакумулација и биомагнификација хемијских материја које су прошле кроз ланац исхране од организма до организма, на пример, од веома малих створења до великих риба.
Виши нивои хемикалија у храни могу да се јаве и као резултат неубичајених услова животне средине, на пример, екстремни климатски услови. На пример, неке гљивице продукују микотоксине на зрну житарица у знатно повећаним количинама када је време топло и влажно у дужем временском периоду.

## Значај
Подаци из бројних студија биомониторинга постају широко доступни и све више се користе да схватимо и разумемо присуство хемикалија у људском телу и њихов утицај на људско здравље. Истовремено, научници, јавни здравствени званичници, као и јавност стално постављају питања о квалитету и обиму расположивих података, и који подаци нам говоре о потенцијалним ризицима за људско здравље, и како могу да будућа истраживања реше ова питања. „Зато нове технологије у биомониторингу имају потенцијал да трансформишу способност нације да прати излагање загађивачима и разуме њихов утицај на здравље.“
| „ | Тако нпр употреба акватичних организама за процену квалитета воде датира још од почетка 20. века (Kolkwitz i Marson), али је њихова примена остала незапажена све до седамдесетих година зато што су се дотадашњи мониторинг програми ослањали искључиво на хемијски и физички мониторинг. Један од проблема ослањања само на хемијске и физичке методе је тај што оне обезбеђују податке о стању екосистема само у тренутку када је узрорак узет. Супротно томе, биолошки мониторинг даје податке о прошлом и садашњем стању екосистема. Ову разлику можемо илустровати као разлику између слике и филма, где би физичке и хемијске методе биле слика, а биолошке методе филм. | ” |

Зато биомониторинг као наука о мерењу хемикалија код људи, може да да податке о нивоу потенцијално токсичних хемикалија у животној средини, крви, урина, или другим биолошким узорцима. Биомониторингом могу да се прикупе важне информације о јавном здрављу, које се не могу обезбедити традиционалним праћењем стања у ваздуху, води, земљишту. Директна мерења концентрације хемикалија у људима, у комбинацији са информацијама о њиховој токсичности и могућим изворима експозиције, може да помогне научницима и политичарима да одговоре на питања као што су:
- Којим хемикалијама су људи изложени?
- Које групе или популације у некој земљи или области, имају већу изложеност дејству специфичних токсичних хемикалија?
- Да ли су законски прописи, укључујући и забрану испуштањеа хемикалија, заправо смањује изложеност загађењу неке земље?
- Да ли одређене хемикалије доприносе развоју болести?

Пронађене хемикалије у телесним течностима су доказ о контакту са њима путем инхалације, додира са кожом, или гутање, што обично доводи и до постављања два питања, која представљају важан изазов у тумачењу резултата биомониторинга :
- Да ли су резултати биомониторинг у опсегу који је типичан код опште, непрофесионалне изложености становништва?
- Да ли резултати биомониторинга указују на ризик по здравље?

### Зашто су важни подаци биомониторинга?
Можда је највећи значај биомониторинга у чињеници да је он само техника која може да обезбеди директне вредности изложености појединаца и људских популација. Међутим, пошто он захтева много ресурса, само релативно мали број појединаца и једињења може бити праћен, што ограничава количину и примењивост анализом прикупљених података.
У одсуству биомониторинг, процена изложености врши се индиректно - на основу комбинације:
- Мерења концентрација хемикалија у животној средини, (нпр у земљишту, води, или храни),[9]
- Процене људског понашања, (нпр потрошње хране или времена проведеног на различитим активностима).

Ова индиректна метода приступа има неколико недостатака;
- Прво, еколошке анализе су обично ограничене у простору и времену, односно праћење концентрација је ограничено бројем места у неколико времена праћења.
- Друго, људско понашање је врло променљиво, што значајно утиче на неизвесности прорачуна.

Због ових ограничења, тешко је реално сазнати колика је тачност индиректне процене која одражава људску изложеност.
Поред тога што биомониторинг директан облик мерења, он има и другу предност јер интегрише, или сабира, изложеност из више извора, нпр, ваздуха, воде и хране, што је реалнији одраз свеукупне изложености.
| „ | Дакле, биомониторинг је мера укупне изложености из свих праваца и из свих извора“. | ” |

### Биомониторинг у процени ризика
Да ли хемијска једињења пронађена биомониторингом у телу представљају било какав ризик зависи од два фактора:
- обима, време, наравно, и путева (гутање, инхалације или контакта са кожом) изложености,
- својстава токсичности, односно, која су нежељена дејства повезана са овом врстом излагања.

Ризици могу настати;
- ако су људи изложени врло високим нивоима токсичности за кратко време,
- изложени мањим нивоима токсичности на дужи временски период,
- изложени ниским нивоима високе токсичности.

Дакле, сазнања о токсичности и карактеристикама излагања су критични и важни елементи у процени могућих ризика.
Биомониторинг обезбеђује само један део података потребних за процену ризика и они се не могу користи као замена за ризик. Чак и ако су доступни опсежни подаци о хемијској токсичност, они су скоро увек у облику који се тешко комбинује са биомониторингом генерисаних вредности експозиције у процени ризика. То је могуће само у малом броју посебних случајева, као што је нпр олово, код кога се закључци о ризику лако доносе на основу података биомониторинга.
Зато ако појединци не схвате ограничења која пружа биомониторинг када су у питању информације о ризику, они могу да предузму кораке како би смањили изложеност што уместо смањења може да повећа укупни ризик.
...„Нпр.мајке се уздржавају од дојења деце, када су обавештене да су одређене хемикалије нађене, или да се могу наћи у мајчином млеку. Што је погрешно, јер готово свим случајевима, предности дојења надмашују све могуће ризике од ових хемикалија.“
Зато су од изузетног значаја правилна тумачења и квалитетни и свестрани закључци који се доносе и објављују јавности на основу биомониторинга.